# Trolejbusy w Narynie

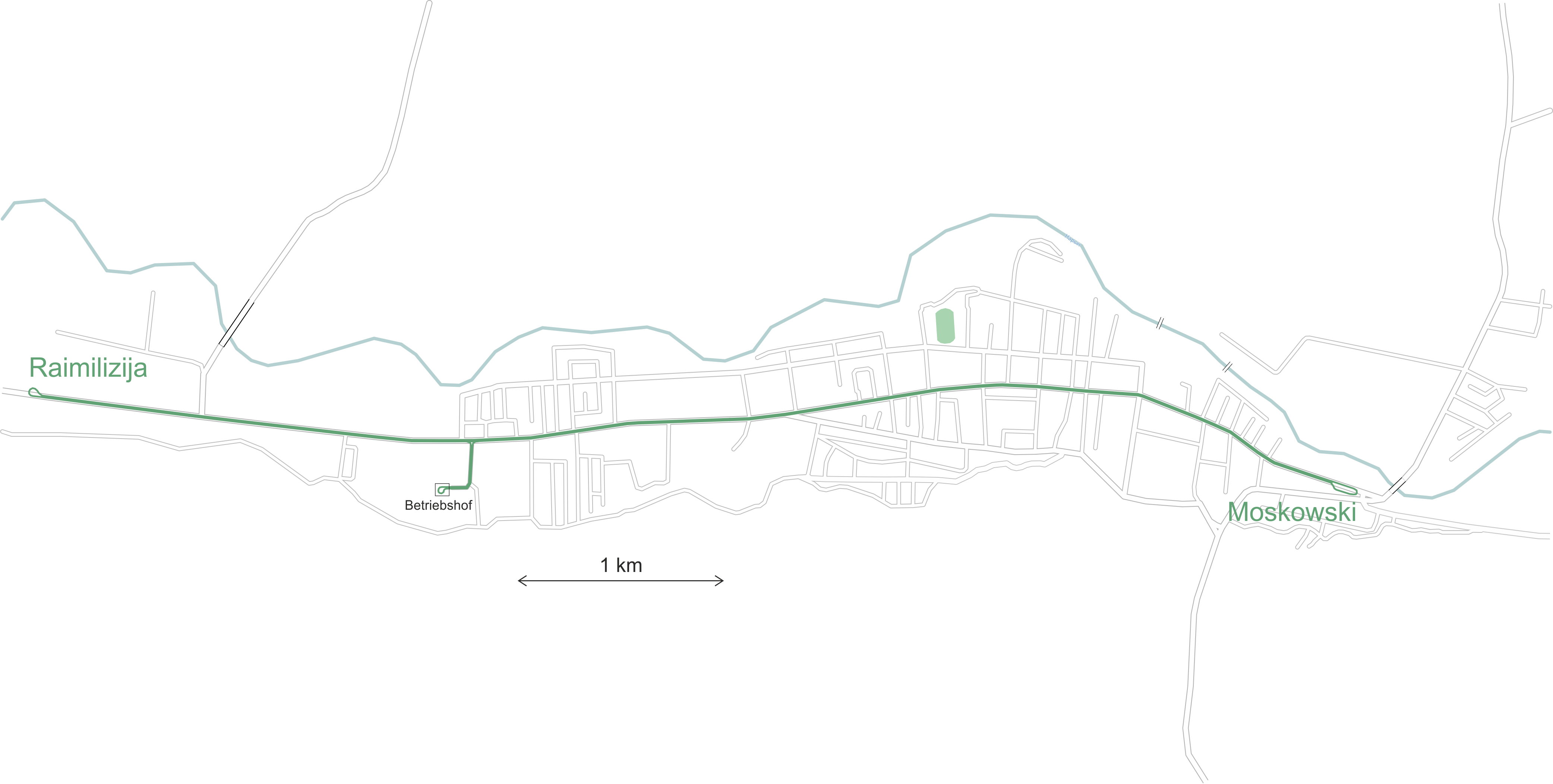
Schemat linii trolejbusowej

Trolejbusy w Narynie − system komunikacji trolejbusowej w Narynie w Kirgistanie.

## Historia
Decyzję o budowie trolejbusów w Narynie podjęto w 1992. Otwarcie linii trolejbusowej nastąpiło w 30 grudnia 1994. Linia poprowadzona jest ulicą Lenina od ul. Мукаша Исакова do dworca autobusowego (автовокзал). Do zajezdni trolejbusowej prowadzi krótkie odgałęzienie od ul. Lenina. W maju 2008 wstrzymano ruch trolejbusów lecz we wrześniu przywrócono. W czasie zawieszenia ruchu w 2008 przedłużono linę z Мукаша Исакова do posterunku policji (przystanek Раймилиция). Bilet na trolejbus kosztuje 3 somy.

## Tabor
W Narynie obecnie eksploatowanych jest 7 trolejbusów ZiU-682 (02, 007−011, 2062) z czego dwa są odstawione. Do 2007 był jeszcze ósmy trolejbus ale został zezłomowany. Wszystkie eksploatowane trolejbusy oprócz trolejbusu o nr 02 pochodzą z Biszkeku.